# Aloha Stadium
L'Aloha Stadium est un stade situé à Aiea, une localité située au nord de Honolulu sur la côte sud de l’île de Oahu dans l'État d'Hawaii aux États-Unis. 
Depuis décembre 2020, le stade est fermé par les autorités locales notamment pour des défauts de structure. Le stade doit être démoli et une nouvelle enceinte est prévue pour 2025.
Le stade fut le domicile des Rainbow Warriors d'Hawaï, équipe de football américain représentant l'Université d'Hawaï au sein de la Western Athletic Conference de la NCAA Division I Football Bowl Subdivision. Les Rainbow Warriors d'Hawaï joueront leurs matchs à domicile dans le Clarence T. C. Ching Athletics Complex situé sur le campus en attendant leur nouvelle enceinte,.
L'Aloha Stadium était le grand stade de cet État. Il fut principalement utilisé pour le football américain mais également pour le baseball, le soccer, la boxe, mais peut servir d'hôte pour accueillir l'organisation de festivals, d'expositions, de concerts ou autres événements.
De 1975 à 1987, il a hébergé les Islanders d'Hawaï, une équipe mineure de baseball jouant en Pacific Coast League.
En 1977, la Team Hawaï (en), équipe de North American Soccer League avait joué dans le stade pendant quelques mois avant qu'elle soit relocalisée et devienne les Roughnecks de Tulsa.
Depuis 1980, le Pro Bowl y est joué chaque année. L'Hawaii Bowl, match d'après saison régulière de NCAA y est organisé chaque année depuis 2002. Il en va de même pour le Hula Bowl depuis 2006.
D'autres matchs de ce type s'y sont joués comme le Aloha Bowl de 1982 à 2000 ainsi que l'Oahu Bowl de 1998 à 2000. 
La capacité approximative du stade est de 50 000 places dont 424 sont réservées aux personnes à mobilité réduite. Le stade est entouré de parkings pouvant accueillir 8 000 voitures, 150 bus et 109 places pour handicapés.

## Histoire

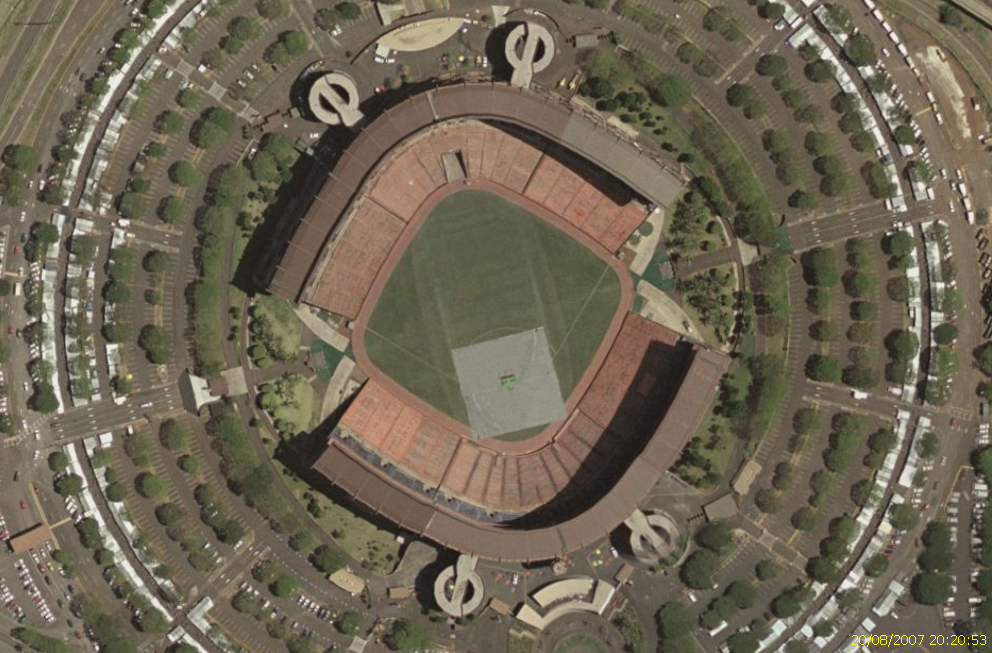
avant sa démolition.

Situé à l'ouest du centre de Honolulu et à 2 miles au nord de l'Aéroport international d'Honolulu, l'Aloha Stadium est inauguré le 12 septembre 1975. Son coût est estimé à 37 millions d' USD. Il remplace le vieux Honolulu Stadium (en) lequel est démoli en décembre 1976.
Le premier match de football américain qui y est organisé se joue le 13 septembre 1975 devant 32 247 spectateurs. Il oppose les Rainbow Warriors d'Hawaï à Texas A&I. Les Rainbows sont sévèrement battus 9 à 43. Le premier match des Rainbows à guichet fermé (sell out) se joue le 2 décembre 1978 contre les Trojans d'USC et compte 48 467 spectateurs.
En 1997, une série de trois matchs de la saison régulière MLB opposant les Cardinals de Saint-Louis aux Padres de San Diego y est organisée.
La surface de jeu de type AstroTurf est changée en FieldTurf pendant l'année 2003.
Grâce à ses tribunes mobiles, l'Aloha Stadium peut pendre diverses configurations en fonction des événements. Il fut le premier stade de ce genre aux États-Unis. Quatre tribunes mobiles d'une capacité de 7 000 places et pesant 3,5 millions de livres chacune, se déplacent sur coussins d'air.
Ce système permet au stade de prendre diverses configurations :
- en diamant pour le baseball et le soccer ;
- en ovale pour le football américain ;
- en triangle pour les concerts.

En janvier 2007, le stade est positionné de manière permanente dans sa configuration ovale pour le football américain, ceci pour des questions de coût et d'entretien.
La vétusté du stade provoqua de nombreux débats au sein des membres du gouvernement de l'État d'Hawaï car plusieurs problèmes surgirent au fil du temps :
- la corrosion du bâtiment ;
- le remplacement de plusieurs centaines de sièges ;
- l'augmentation du nombre de toilettes pour s'adapter à l'augmentation du nombre de spectateurs.

Début 2007, l'État propose de construire un nouveau stade pour 300 millions d'USD plutôt que de procéder à des rénovations estimées à 216 millions ce qui aurait permis de prolonger la vie de l'Aloha Stadium de 20 ou 30 années. Un membre de conseil indique même que si des rénovations n'étaient pas effectuées dans les sept prochaines années, le stade devrait probablement être démoli pour cause de sécurité.
En mai 2007, l'État débloque 12,4 millions d' USD pour lutter contre la corrosion au sein de la structure du stade.

## Événements
- Hula Bowl : 1975 à 1997 et 2006 à 2008
- Pro Bowl : 1980 à 2009, 2011 à 2014, 2016
- Aloha Bowl : 1982 à 2000
- Oahu Bowl : 1998 à 2000
- Hawaii Bowl : depuis 2002
- Concert de The Police (Synchronicity Tour) le 25 février 1984
- Concerts de Michael Jackson (HIStory World Tour) les 3 et 4 janvier 1997
- Concerts de The Rolling Stones (Bridges to Babylon Tour) les 23 et 24 janvier 1998
- Concert de Mariah Carey (Butterfly World Tour) le 21 février 1998
- Concert de Céline Dion (Let's Talk About Love Tour) le 12 février 1999
- Concert de Janet Jackson (All for You Tour) le 16 février 2002
- Concert de U2 (Vertigo Tour) le 9 décembre 2006
- Concerts de Bruno Mars (24K Magic World Tour) les 10 et 11 novembre 2018
- Pan-Pacific Championship les 20 et 23 février 2008

## Galerie

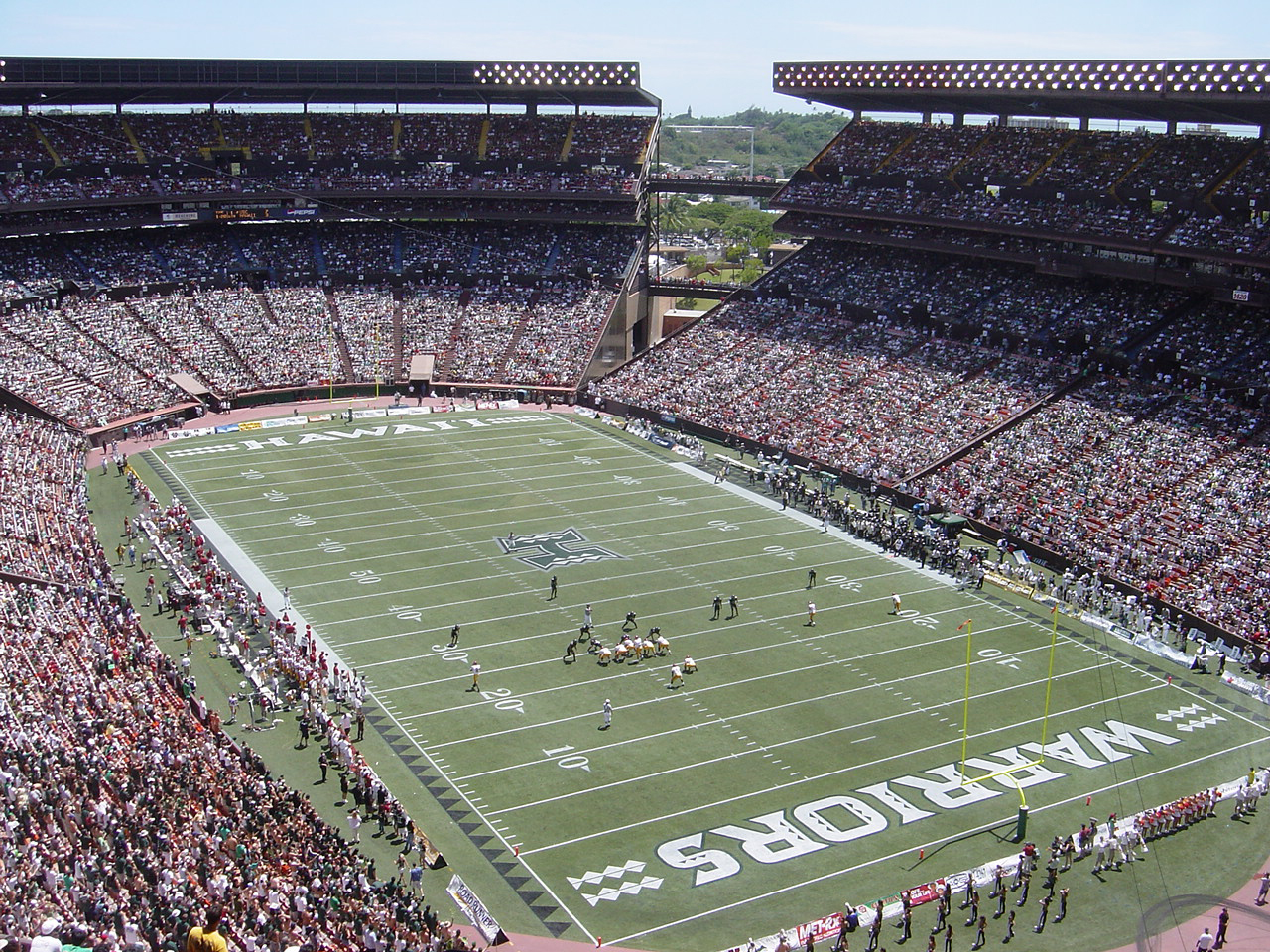
Aloha Stadium
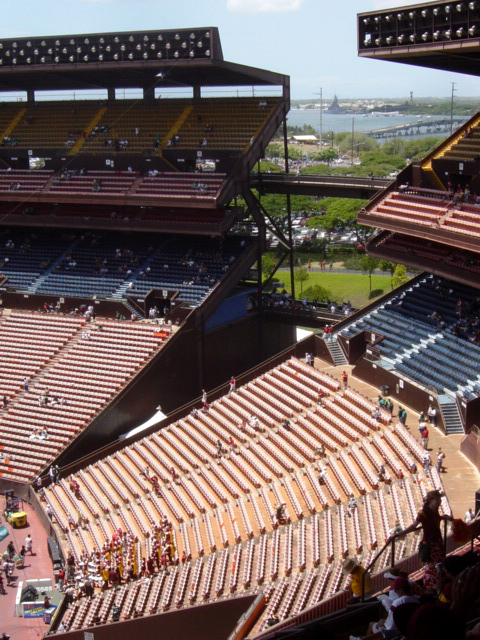
Vue de Pearl Harbor
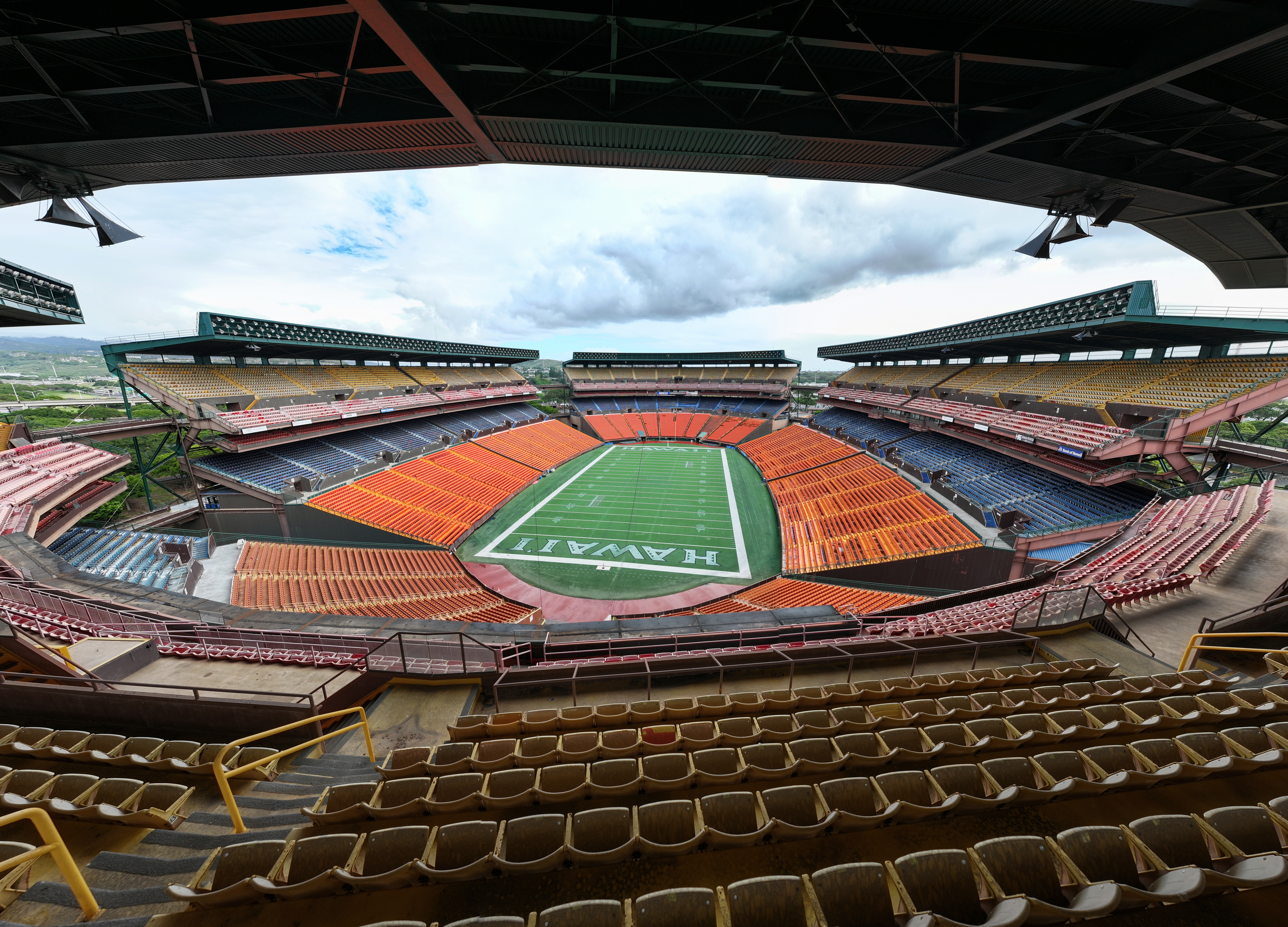
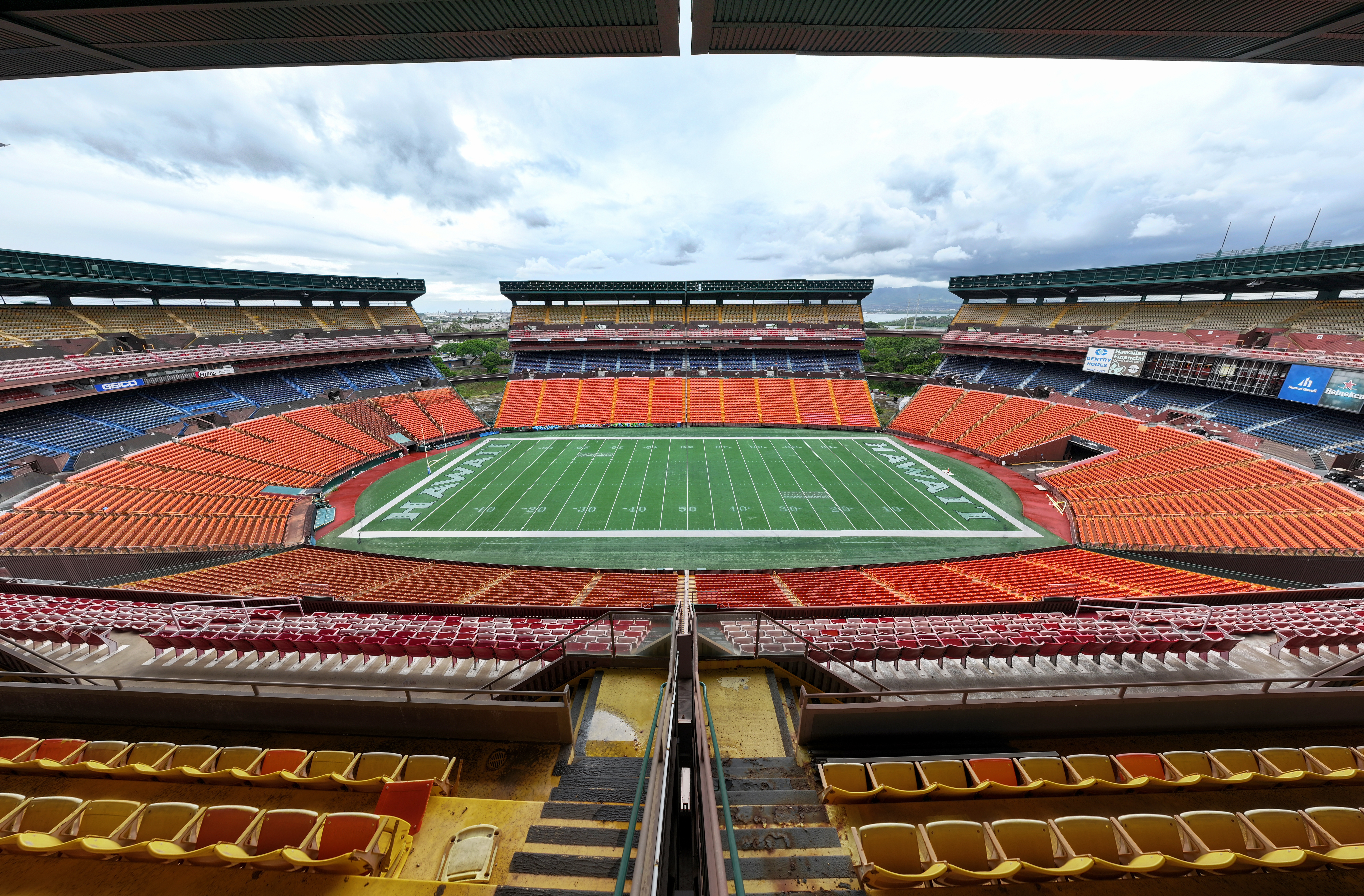
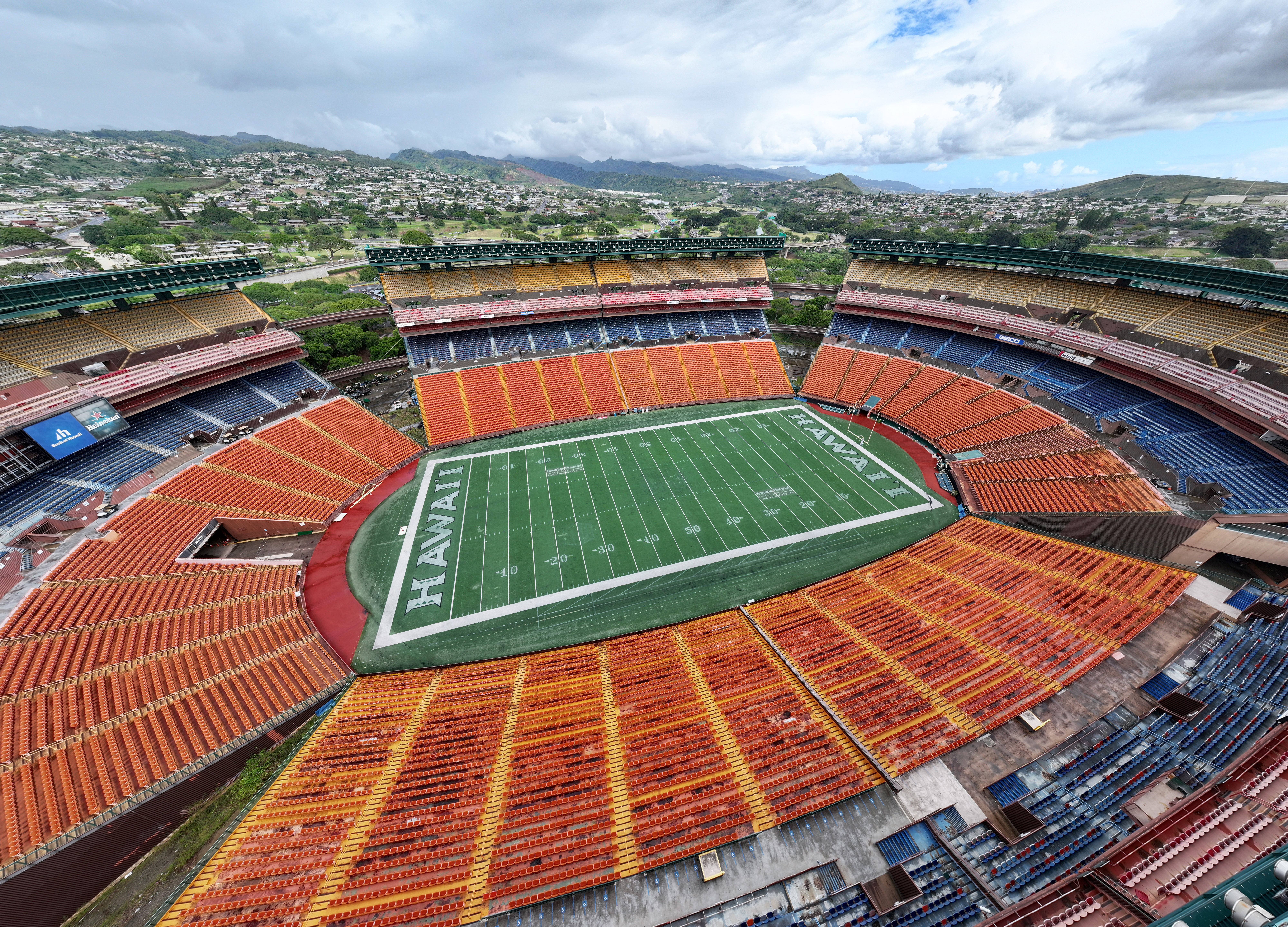
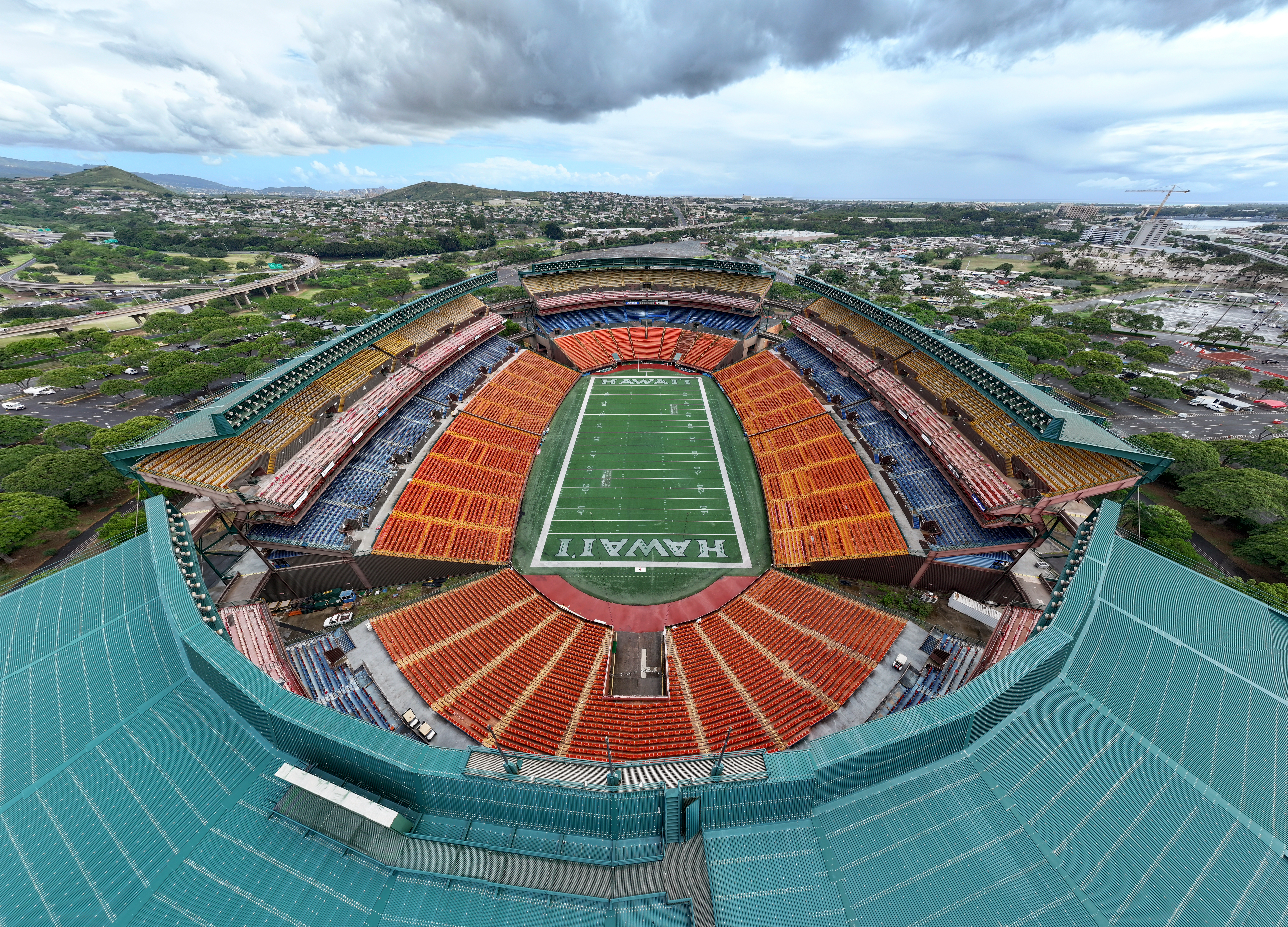